# Maria del Carmen Gonzalez-Valerio
Maria del Carmen Gonzalez-Valerio (ur. 14 marca 1930 w Madrycie; zm. 17 lipca 1939) – hiszpańska Służebnica Boża Kościoła katolickiego.

## Życiorys
Urodziła się w bardzo religijnej, katolickiej rodzinie. Jej kuzynem był polityk Jose Antonio Primo de Rivera. Jej ojciec Julio Gonzalez-Valerio zginął podczas wojny domowej w Hiszpanii, a jej matka schroniła się w belgijskiej ambasadzie. Była razem z rodzeństwem pod opieką ciotki, potem rozpoczęła naukę w szkole z internatem. Modliła się za nawrócenie prezydenta Republiki Hiszpańskiej – masona Manuela Azany, którego utożsamiała ze źródłem wszelkiego zła we współczesnej jej Hiszpanii. Zachorowała na szkarlatynę i zmarła po tygodniach choroby mając 9 lat w opinii świętości. W dniu 16 stycznia 1996 roku rozpoczął się jej proces beatyfikacyjny.